# Sabanejewia aurata
Sabanejewia aurata és una espècie de peix de la família dels cobítids i de l'ordre dels cipriniformes.

## Subespècies
- Sabanejewia aurata aralensis (Kessler, 1877)
- Sabanejewia aurata aurata (De Filippi, 1863)[2]